# 어부왕

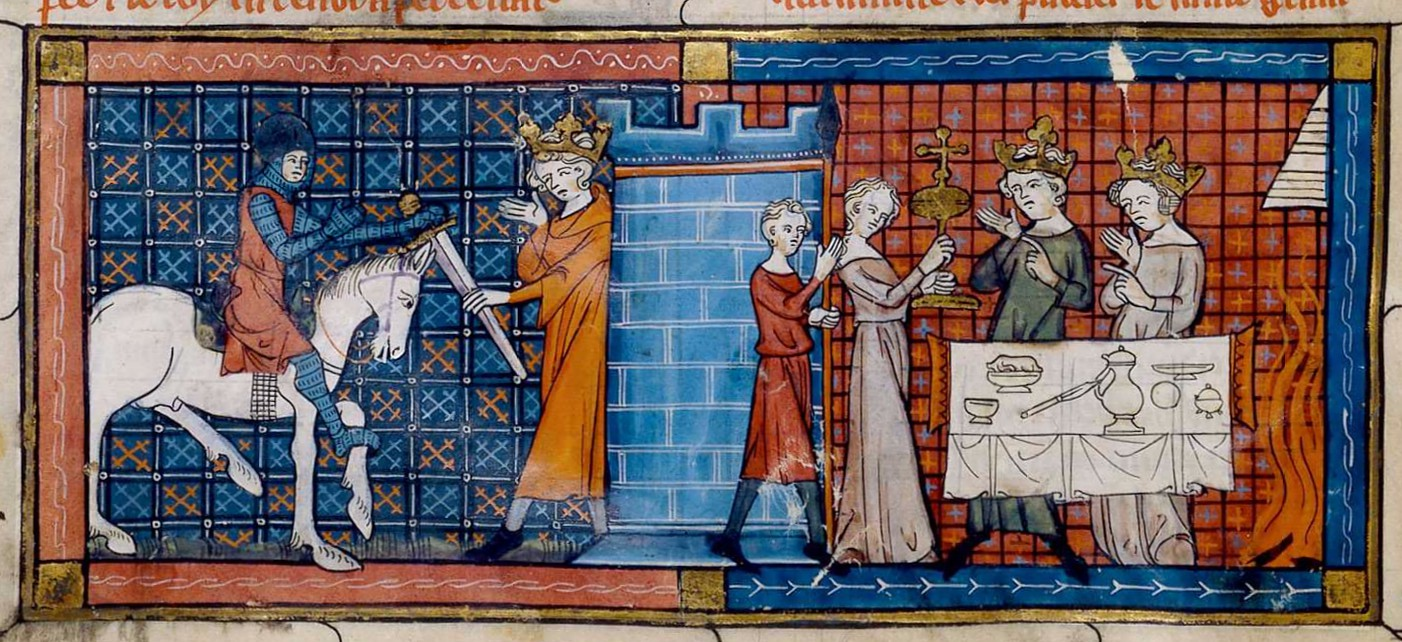
어부왕을 알현하는 선택받은 자 퍼시벌(1330년 필사본 삽화).

어부왕(漁夫王, Fisher King)은 아서왕 전설에서 대대로 성배를 지키던 가계의 마지막 존재이다. 판본에 따라 그 묘사는 천차만별이지만, 다리 또는 사타구니에 심한 상처를 입어 혼자서 걸어다닐 수 없는 사람이라는 점은 모든 판본에서 공통적으로 같다. 전설에 따르면 어부왕은 불임이 되었기에 성배수호의 의무를 다할 후계자를 생산할 수 없었고, 그의 왕국 역시 그가 불임이 되었듯이 지력이 쇠하여 황폐한 불모지가 되어버린다. 왕이 할 수 있는 일은 오로지 성 옆의 강에서 낚시를 하면서 자신을 치유해줄 수 있는 누군가를 기다리는 것 뿐이었다. 여러 나라의 기사들이 어부왕을 치료하기 위해 찾아왔으나 오로지 선택받은 자만이 그 과업을 완수할 수 있었다. 초기 판본에서는 퍼시벌이 그 선택받은 자이고, 후기 판본에서는 갤러해드가 선택받은 자이며 퍼시벌과 보르즈가 그와 동행한다.

## 같이 보기
- 오이디푸스